# Bernières
Bernières é uma comuna francesa na região administrativa da Normandia, no departamento de Sena Marítimo. Estende-se por uma área de 6,64 km². Em 2010 a comuna tinha 644 habitantes (densidade: 97 hab./km²).